# Joseph Lopy
Joseph Romeric Lopy (ur. 15 marca 1992 w Boutoupie) – senegalski piłkarz grający na pozycji pomocnika. Zawodnik klubu US Orléans. W Ligue 1 zadebiutował 16 października 2011.

## Statystyki kariery
| Sezon   | Klub                   | Kraj    | Rozgrywki | Mecze | Bramki |
| ------- | ---------------------- | ------- | --------- | ----- | ------ |
| 2011/12 | FC Sochaux-Montbéliard | Francja | Ligue 1   | 14    | 0      |
| 2012/13 | FC Sochaux-Montbéliard | Francja | Ligue 1   | 17    | 0      |
| 2013/14 | FC Sochaux-Montbéliard | Francja | Ligue 1   | 10    | 0      |
| 2014/15 | FC Sochaux-Montbéliard | Francja | Ligue 2   | 15    | 0      |
| 2015/16 | US Boulogne            | Francja | National  | 21    | 4      |
| 2016/17 | Clermont Foot          | Francja | Ligue 2   | 33    | 3      |
| 2017/18 | Clermont Foot          | Francja | Ligue 2   | 19    | 2      |
| 2018/19 | US Orléans             | Francja | Ligue 2   | 36    | 4      |
| 2019/20 | US Orléans             | Francja | Ligue 2   |       |        |